# 巴布亞新幾內亞華人
巴布亞新幾內亞華人（英語：Chinese people in Papua New Guinea），是一個非常多樣化的社區。截至2008年，僅有約1000名“老僑”-19世紀末和20世紀初移民的後裔仍留在該國，其他大多數移民澳大利亞。不過，他們的數量明顯受到東南亞華人以及從中國大陸的新移民的支持，也有少數來自臺灣的移民。他們人口約5000-20000人。

## 移民歷史

### 起源
從1888年開始，德國新幾內亞公司（GNGC）每年從廈門，香港，新加坡和蘇門答臘進口數百名契約華人勞工，從事椰子和煙草種植。由於熱帶病和嚴酷的治療，他們的死亡率高達40％。 然而，從1898年起，德國政府正式接管了新幾內亞國民經濟和社會事務部的領土管理，並推廣自由移民而不是契約勞工，木匠，造船廠，工程師，裁縫和店主也進入境內。新幾內亞船舶定期航運到香港。華人社區從1890年的200人，到1913年增長到1427人，其中只有101人是婦女。

### 澳洲入侵
1914年，澳大利亞入侵和占領新幾內亞，在佔領期間，直到1919年，他們拒絕華人進一步進入新幾內亞。1920年，新幾內亞被國際聯盟授權由澳大利亞正式控制，新政府延長了澳大利亞的法律，特別是1901年的“移民限制法”，使華人難以進入新幾內亞境內。1922年之前在那裡定居的華人永久居留，但後來抵達的少數人只能獲得臨時居留權。
澳大利亞1921年的新疆調查顯示，新幾內亞共有1,424名華人（1195名男子，229名婦女）。由於拒絕華人妻子和子女留下的政策，華人社群的性別不平衡將在很大程度上持續下去。因此，一些華人男人把土著女子當成妻子。他們的子女往往是在華人社會中長大的。
巴布亞大約有一百名中國人。然而，新幾內亞與巴布亞地區的移民受到限制，所以華人仍然很少。1933年的調查發現，巴布亞只有五名華人;菲律賓人組成了巴布亞亞洲人主要的群體，人口為88人。莫尔兹比港只有一個華人家庭，裁縫陸寶惠的家庭，在太平洋戰爭前夕，新幾內亞的華人口超過2000人。

### 日本入侵
日本襲擊珍珠港後，隨後入侵新幾內亞。澳大利亞政府撤離了白人婦女和兒童，但是，他們也沒有採取類似措施來撤離那裡的華人。1942年初，為響應社區議員的呼籲，這種態度輕微緩和，有300名華人飛往澳大利亞；然而，大多數華人婦女被拒絕撤走。由於不得不面對日本軍方占領，華人婦女成為暴行的受害者，比土著婦女高得多。根據社區領導人何海梅的說法，“中國女孩不得不按照日本的要求在作為慰安婦，遭受日本士兵毆打，在死亡或監禁的威脅下，華人婦女也被迫與日本軍官進行性關係並同居。華人男子被集中營集結營進行艱苦勞動。戰爭期間，共有86名當地中國居民死亡，其中37人被日本人殺害。死者中有當時國民黨派駐的領導人，他被日本軍隊處決，作為對華人社區的警告。
除了對當地華人犯下的罪行外，日本人向拉巴爾派遣約一千六百名中華民國的陸軍戰俘作為奴隸勞工; 許多人死亡被埋在那裡。同時有一些台籍日本兵也是日本軍隊的助手。

### 二次大戰之後
1946年，巴布亞新幾內亞的中國人口總數約為2000人。
在1948年，頒布的新的移民政策允許入境和臨時居留，以免除華人移民限制的形式。但是，第二次世界大戰和中國內戰正在打亂許多巴新華人與中國的聯繫;即使在1949年以後，雖然當地華人能夠重新與中國的親戚接觸，但由於澳大利亞與新中華人民共和國政府之間的外交關係不夠，他們覺得很難去拜訪或送孩子去中國。
1966年的人口普查發現共有華人566人（巴布亞有64男，17女，新幾內亞有297男，188女），至二十世紀七十年代，當地男子繼續前往香港尋找華人婦女結婚，然後將他們帶回巴布亞新幾內亞。二十世紀五十年代，澳大利亞政府給予華人社區澳大利亞公民身份的選擇; 這一決定標誌著澳大利亞政府白澳政策開始鬆動。

### 獨立之後
1975年獨立後，巴布亞新幾內亞大部分華人選擇離開前往澳大利亞。然而，他們的數字在20世紀70年代末和80年代初由新來者再次加強，來自馬來西亞，新加坡，印度尼西亞和菲律賓的華人作為木材商人或貿易商來到了。20世紀90年代，隨著當地貨幣貶值，其數量下降。不過，隨著中華人民共和國的許多新移民的到來，華人的人數繼續增長，這些移民來自不僅僅是當地中國公司的僱員，也是獨立貿易商。

## 社區結構

### 政治
在巴布亞新幾內亞獨立之前，華人社群在地方行政當局沒有任何作用;相反，他們的政治參與是針對中國的。國民黨新幾內亞分支為華人社群提供了事實上的領導。雖然中國內戰以中共的勝利和中華人民共和國的成立而結束，但大多數巴布亞新幾內亞華人仍然是以臺灣為基地的國民黨和中華民國政府的支持者，直到20世紀60年代，當他們開始意識到國民黨重新反攻中國大陸的計劃是不可能實現的。不過，他們擔心被當成共產主義者，導致他們至少保持對臺灣的公眾忠誠，縣掛中華民國的旗幟，繼續派代表前來台北國民議會，直到1972年澳大利亞承認中華人民共和國。
獨立後，一些持有巴布亞新幾內亞國籍的華人參與當地政治，主要是為主要政治家的籌款人或中間人。少數人特別是混血兒，在政府中佔有突出位置;最著名的例子是前總理朱利葉斯爵士(陳仲民)。

### 商業與就業
由於外國人獲得工作許可證時受部門官僚主義和拖延，許多公司非法從中國引進了工人，據估計，每周有多達300名沒有適當的文件中國人到達。

### 組織
華人移民在1910年代後期和1920年代初期在拉包爾成立了宗親會和同鄉會，相比之下，莫爾斯比港由於華人社區的多樣性和歷史悠久，缺乏這樣的內在聯繫。當地華人在六十年代形成了一個社會俱樂部，國泰俱樂部，一些新的中國移民也加入了。他們通常為其成員組織體育運動和遊戲。

### 教育
在拉巴爾，有兩所中文學校，由中國專門聘用的教師建立起來，每個都有一個基督教教派。華僑學校於1922年由衛理公會傳教士的支持下成立，而聖特雷莎的養正學校則由天主教會支持，兩年後由華人社區領導成立。中文學校也在馬當和卡維恩出現，許多家庭也把孩子送回中國深造，但由於1937年中日戰爭爆發，這種做法就結束了，戰後也沒有恢復。社會上最富有的成員也把孩子送到澳大利亞進修。
20世紀50年代，澳大利亞政府的補貼允許來自新幾內亞的越來越多的華人參加澳大利亞大學。他們的主要目的地是昆士蘭州和新南威爾士州。

## 文化

### 語言
大多數早期的華人移民都可追溯到中國南部沿海地區，特別是廣東省，粵語四邑方言成為其中的通用語，雖然其他人講粵語廣府話或客家話的各種方言。結果，許多年輕華人已經忘記了這種語言，或者從來沒有學過。 從20世紀70年代開始，許多中國家庭僱用了土著婦女作為保姆，然後他們向孩子們教巴布亞皮欽語。

### 宗教
巴布亞新幾內亞的大多數華人至少名義上是基督徒。自20世紀20年代以來，中國天主教和衛理公會教會一直在拉巴爾開展工作。相比之下，巴布亞新幾內亞只有一座佛教寺廟，位於摩爾斯比港的曼珠精舍，由馬來西亞華人僑民成立，目前由臺灣佛光山經營；他們一般用官話講道。

### 民族識別
由於性別不平衡，華人男性與土著婦女的混婚長期以來一直是巴布亞新幾內亞華人社會的常態。這種婚姻的後代如果在土著社區裡被帶出來並且學習了中文，往往被接受為中國人。但與此同時，華人社會傾向於將土著人民視為“野蠻人”; 在獨立之前，華人處於種族層級的中間階層，被白人歧視，但同樣如此對待土著人民; 獨立後，他們反而強調他們有與本國人相同的政治權力。
即使在華人社區，不同移民群體之間也存在緊張關係。當地華人特別譴責中國內地新移民擾亂華人和土著之間和平與種族間的民族關係。 特別是中國內地移民的活動，不僅在土著人民中，而且在東南亞地區的華人和華人外籍人士中也獲得了不好的聲譽，後者將它們視為“騙子”。中國內地新移民在巴布亞新幾內亞境內非法開店的做法，如低端酒店和零售業務; 這些使他們與當地人直接經濟競爭。例如2007年9月，巴布亞新幾內亞第三大城市芒特哈根發生反華暴動，中國倉庫成為縱火人士和武裝劫匪的目標。